# یواس‌اس پی‌سی-۵۸۶
یواس‌اس پی‌سی-۵۸۶ (به انگلیسی: USS PC-586) یک زیردریایی بود که طول آن ۱۷۳ فوت ۷ اینچ (۵۲٫۹۱ متر) بود. این زیردریایی در سال ۱۹۴۲ ساخته شد.